# Van der Giessen-de Noord

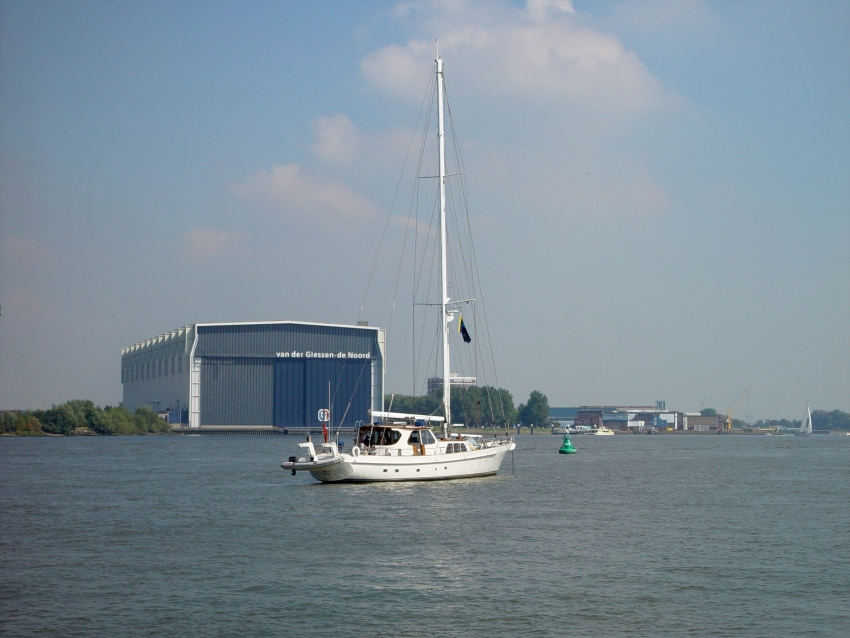
De moderne werf van Van der Giessen-de Noord

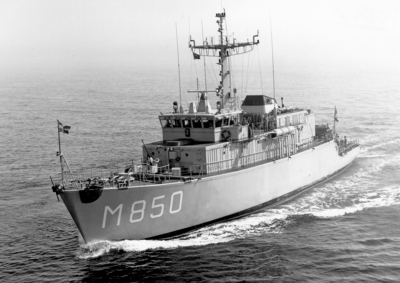
Hr. Ms. Alkmaar

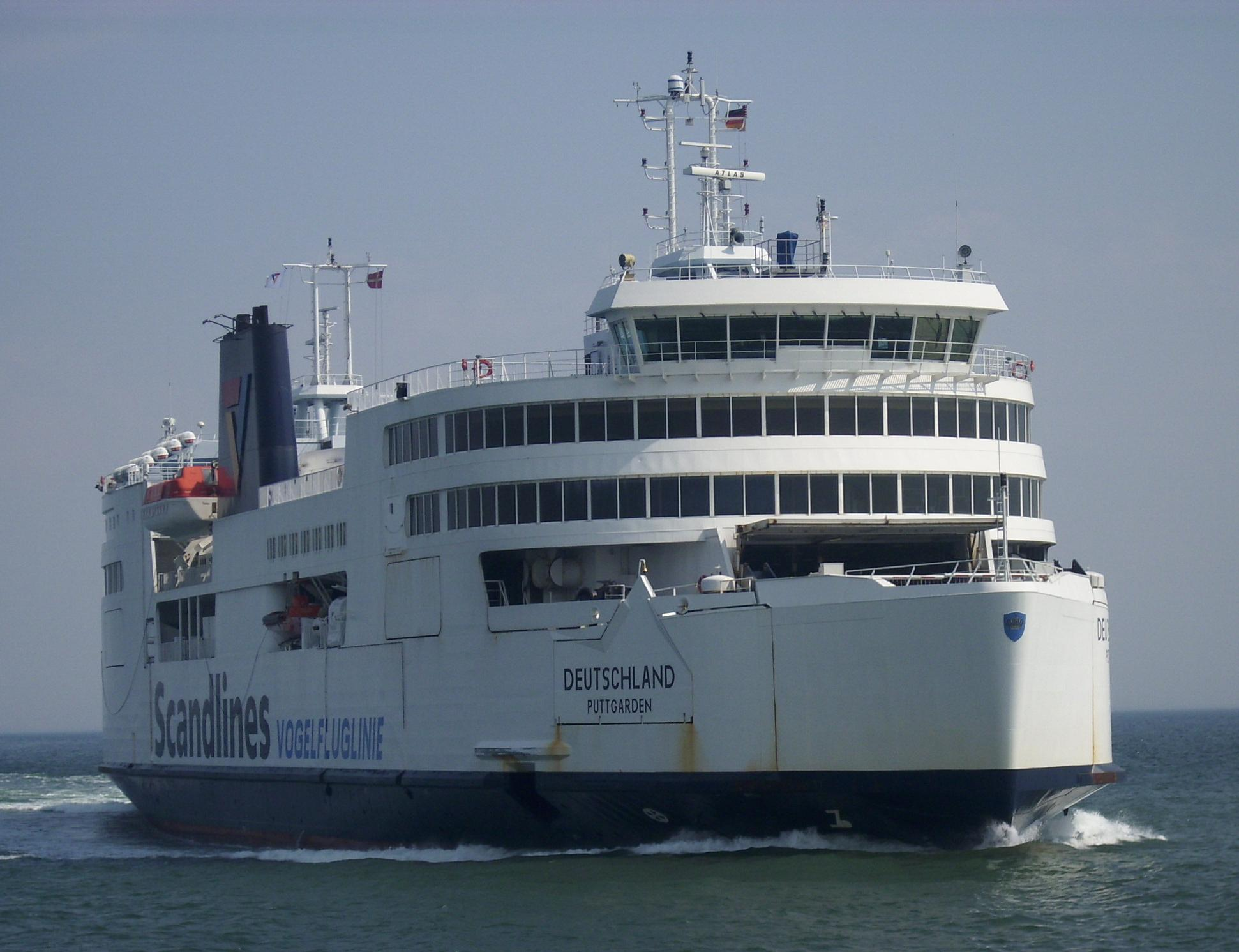
Veerboot Deutschland geleverd in 1997 aan Scandlines

Van der Giessen-de Noord was een Nederlandse scheepswerf die ontstond in 1962. In dat jaar fuseerden de scheepswerven C. Van der Giessen te Krimpen aan den IJssel en De Noord uit Alblasserdam.

## Geschiedenis
Na de fusie had Van der Giessen-de Noord zo'n 1100 werknemers en twee werven in:
- Krimpen aan den IJssel, die zich toelegde op civiele schepen, zoals binnenvaartschepen, vrachtschepen, motortankers, veerboten en roll-on roll-off schepen. De werf stond bekend als bouwer van innovatieve scheepsontwerpen.
- Alblasserdam, waar Van der Giessen-de Noord Marinebouw (GNM) actief was. GNM heeft polyester mijnenjagers van de Alkmaar-klasse gebouwd en ook landingsboten aan de Koninklijke Marine geleverd. Voor Indonesië werd tevens een aantal voor werk in de tropen aangepaste mijnenjagers gebouwd. Daarnaast voerde men op de locatie Alblasserdam scheepsreparaties uit in het segment kleine handelsvaart (KHV). De afdeling pijpfitterij is ten behoeve van de scheepsnieuwbouw jaren gevestigd geweest in Alblasserdam, totdat de gehele werkmaatschappij naar Krimpen aan den IJssel verplaatst is.

In 1977 werd Verolme Alblasserdam overgenomen. In ruil hiervoor kreeg Rijn-Schelde-Verolme (RSV) een minderheidsbelang van 23% in Van der Giessen-de Noord. Na deze overname had Van der Giessen-de Noord twee werven in Alblasserdam. De failliete plaatsgenoot Vuyk werd in hetzelfde jaar ook overgenomen.
Er kwam in 1982, naar een ontwerp van Wim Quist en Bureau Aronsohn, een scheepsbouwhal met een hoogte van 55 meter, breedte van 100 meter en een lengte van 235 meter gereed. Dit was een tijd lang de grootste overdekte scheepshelling van Europa. Deze loods kostte 97 miljoen gulden en was onderdeel van een omvangrijke investeringsprogramma van f 135 miljoen waarvan ⅓ overheidssteun, f 40,5 miljoen.
De scheepsbouwwerf ontkwam niet aan de malaise in de sector waarin voor scheepsnieuwbouw in Nederland steeds minder perspectief bleek. Na de opening van de loods bleken de kostenbesparingen als gevolg van overdekt bouwen niet op te wegen tegen de kosten van concurrenten elders. De sluiting van de nieuwbouwafdeling in 1985 betekende ontslag van een 1200 werknemers, waarna er een 1000 overbleven waarvan 200 tot 400 bij de afgeslankte nieuwbouwsector. Dit personeelsbestand kalfde steeds verder af, 755 in 1990 tot 665 in 1994.
In 1997 nam IHC Caland Van der Giessen-de Noord over om het bedrijfsonderdeel in 2003 te liquideren. De jaren voor de sluiting was de productie sterk afgenomen door de grote concurrentie uit het buitenland, vooral Azië.
De locatie Alblasserdam werd, nadat eerst het scheepsbouw- en offshore constructiebedrijf NMC zich op het terrein gevestigd had, na enkele jaren overgenomen door Oceanco, een bedrijf dat luxe jachten bouwt. In 2006 besloot IHC Offshore & Marine, onderdeel van IHC Merwede, de werf opnieuw in gebruik te nemen.